# Hebo
Hebo (Cinese: 河伯; lett. "signore del fiume")  nella mitologia cinese è il Dio che rappresenta e personifica il fiume Giallo. È considerato un Dio benevolo, ma è anche pericoloso, distruttivo e avido.